# Opération Chestnut
Pour les articles homonymes, voir Opération et Chestnut.
Seconde Guerre mondiale
Batailles
Front d'Europe de l'Ouest
- Campagnes du Danemark et de Norvège
- Bataille de France
- Bataille de Belgique
- Bataille des Pays-Bas
- Bataille d'Angleterre
- Blitz
- Opération Myrmidon
- Opération Ambassador
- Raid de Dieppe
- Sabordage de la flotte française à Toulon
- Bataille aérienne de Berlin
- Bataille de Normandie
- Débarquement de Provence
- Libération de la France
- Campagne de la ligne Siegfried
- Bataille du Benelux
- Poche de Breskens
- Bataille des Vosges (Bruyères)
- Bataille des Ardennes
- Bataille de Saint-Vith
- Siège de Bastogne
- Opération Bodenplatte
- Opération Nordwind
- Campagne de Lorraine
- Bataille d'Alsace (Forêt de la Hardt, Poche de Colmar Jebsheim)
- Campagne d'Allemagne
- Raid de Granville
- Libération d'Arnhem
- Bataille de Groningue
- Insurrection géorgienne du Texel
- Bataille de Slivice
- Capitulation allemande

Front d’Europe de l’Est

Campagnes d'Afrique, du Moyen-Orient et de Méditerranée

Bataille de l’Atlantique

Guerre du Pacifique

Guerre sino-japonaise

Théâtre américain
L'opération Chestnut (12 juillet 1943) est une tentative de soutien, par deux équipes du 2e Special Air Service, de l'opération alliée de débarquement en Sicile, pendant la Seconde Guerre mondiale.

## L'opération
Deux équipes de dix hommes chacune, noms de code Pink et Brig, sont parachutées dans le nord de la Sicile dans la nuit du 12 juillet 1943, avec pour mission de désorganiser les communications et transports de l'Axe. Toutes les radios sont détruites lors du parachutage ainsi qu'une partie importante des munitions, des explosifs et de la nourriture. Une des équipes atterrit près d'une zone habitée attirant l'attention des défenseurs.
Sans radio, aucune des deux équipes ne peut contacter les avions apportant les renforts, qui retournent à leur base sans avoir pu parachuter ces renforts. Les commandos ne sont pas en mesure d'engager d'action intéressante et décident de retourner vers les lignes alliées en évitant l'adversaire.
C'est la première opération de parachutage pour le 2e Special Air Service. C'est également dans cette opération que disparaît le major Geoffrey Appleyard, (précédemment commandant de la Small Scale Raiding Force). Appleyard est à bord de l'avion transportant l'équipe Pink en tant que superviseur du saut. Après le parachutage, l'avion ne revient jamais à sa base.